# Yedisán
Yedisán o Edisán (también es frecuente encontrar la forma Jedisan) es una región histórica que corresponde a los actuales territorios sudoccidentales de Ucrania.
El Yedisán era principalmente la región costera al norte del mar Negro ubicada entre el río Dniéster —al oeste— y el río Dniéper —al este—, limitando al oeste con la Besarabia y el Budjak, al norte con la Podolia y Zaporiyia y, al este, con la Táurida.

## Nombres
Antes de ser llamado Yedisán el territorio en cuestión fue conocido a fines del medievo con el nombre de Dykra. Recibió el nombre Yedisán (lengua nogaya "siete carrozas") por la horda de los tártaros nogayos que se instalaron allí; por esto también se le llamó Tartaria Nogái o Nogái Occidental distinguiéndolo así de la Pequeña Tartaria donde también residían nogayos. 
El Yedisán en ocasiones fue llamado Tartaria de Ochákov o simplemente Ochákov por los rusos ya que su principal población fortificada era Ochákov.
En ucraniano se le llama: Єдисан; (Yedisán); en ruso: Едисан; (Edisán, Ëdisán, Iedisán); en tártaro crimeano y en turco: Yedisán.
La denominación "Yedisán" surge a partir de la presencia de los nogayos, aunque anacrónicamente algunos mapas históricos aún aplican tal nombre a momentos anteriores.

## Historia medieval y moderna
Durante el medievo la región que se llamaría Yedisán. Como toda la llanura Sarmática, fue un corredor por el que se desplazaron —estableciéndose parcialmente— muy diversos pueblos, y ya a fines de la Edad Antigua era un centro de los visigodos, tras haber suplantado a los sármatas; a su vez, los visigodos fueron suplantados por los hunos, alanos, ávaros, jázaros etc. En el siglo VIII, procedentes del norte y bajando por los ríos Dniéster y Dniéper, avanzaban los varengos para dirigir sus correrías hasta Constantinopla. En la Edad Media se establecieron en la región los eslavos llamados uliches y tribus túrquicas, especialmente, los pechenegos, luego los cumanos (“polovtsianos”).
La invasión mongola del siglo XIII transformó el territorio en una especie de provincia del gran janato de la Horda de Oro.
Tras la declinación mongola, en el siglo XV la zona pasó al control del Gran Ducado de Lituania y, por la alianza de la casa Jagellón, a cierto grado de vasallaje respecto a Polonia; durante ese período el Yedisán era llamado Dykra. Sin embargo los nómades tártaros del grupo de los nogayos, tras haber sido forzados a abandonar Asia Central y tras haberse establecido en la cuenca del Kubán se establecieron en el territorio en cuestión y lo llamaron “Yedisán”.
Por otra parte los turcos otomanos, tras haber logrado el vasallaje del kanato de Crimea en 1475, ocuparon el Yedisán durante el sultanato de Solimán el Magnífico hacia 1565, consolidándose la ocupación turca al ser conquistada la Podolia en 1672; de este modo el Yedisán pasó a ser parte del Imperio otomano dentro del eyalato de Özi (luego: Silistra), las fortalezas de Jadsibey (luego llamada Odesa) y Özi fueron así los mayores centros militares de la ocupación otomana en la región al noroeste del mar Negro. En tiempos de la ocupación turca se reforzó la denominación “Yedisán”.
Entre tanto, el territorio era teatro de un feroz conflicto entre los tártaros —aliados a los turcos— y los cosacos de Zaporozhia, auspiciados por el Imperio ruso.

## Historia tardomoderna y contemporánea

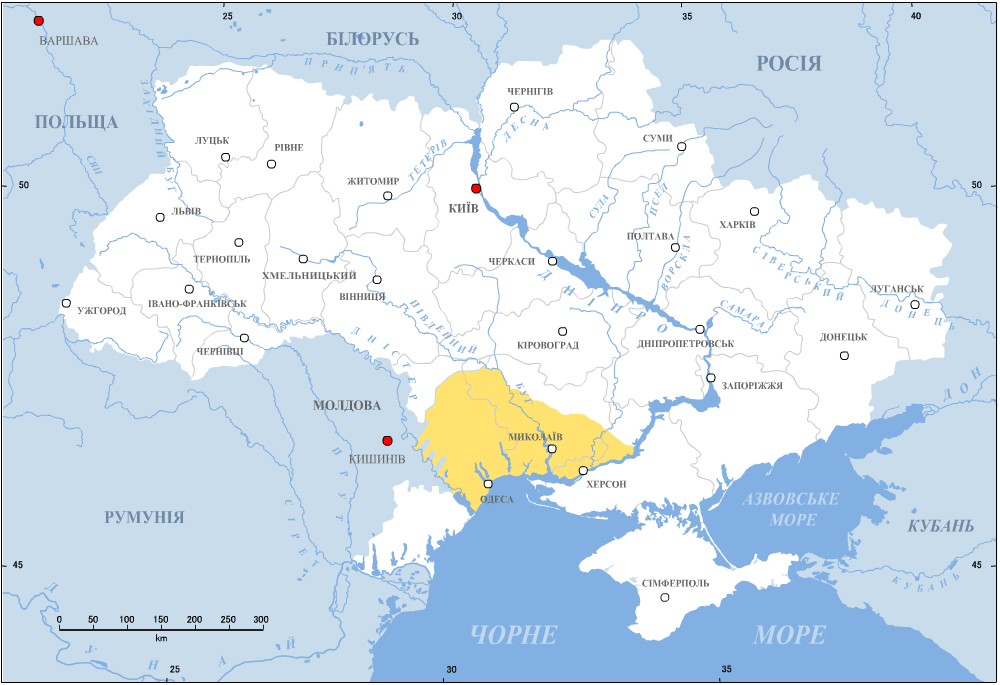
Región de estepas del Yedisán.

El Imperio ruso inició concretamente su expansión en el Yedisán durante el gobierno de Catalina la Grande, tras la guerra ruso-turca de 1768-1774, Rusia obtuvo el Yedisán Oriental y el Bug Meridional. Todo el Yedisán pasó a la soberanía rusa tras la guerra ruso-turca de 1787-1792. Por el Tratado de Jassy que ponía fin a dicha guerra la frontera del Imperio ruso se extendía ya al río Dniéster, pudiendo fundar los rusos la ciudad de Odesa en 1794. El territorio pasó a ser parte meridional de la "Nueva Rusia" repoblada por colonos rusos y ucranianos, junto a una significativa población de origen en Europa Occidental. En esa época el Yedisán pasó a formar parte de la Gobernación de Jersón, quedando desde entonces casi obsoleta la denominación «Yedisán».
En 1918, a fines de la Primera Guerra Mundial, tras la caída de la República Soviética de Odesa y la República Soviética de Táurida el territorio pasó en poder del Imperio alemán, luego pasó efímeramente al control de una Primera República de Ucrania, transformándose en uno de los campos de batallas entre los ejércitos «rojos» (comunistas) y «blancos» (anticomunistas) en 1920 la victoria era de los primeros por lo cual el Yedisán pasó a ser parte de la URSS.
Durante el período soviético (1920-1989) el Yedisán fue integrado en la llamada República Socialista Soviética de Ucrania (por su parte incluida dentro de la URSS); un hiato a tal situación ocurrió durante la Segunda Guerra Mundial, entre inicios de 1942 y casi mediados de 1944 el territorio fue ocupado por las tropas del llamado Tercer Reich, pasando al estado entonces satélite de Rumania de un modo formal la zona occidental del Yedisán que fue, siempre formalmente, anexada a la provincia rumana de Transnistria. En 1945 la región volvió al pleno control de la URSS.
Tras la disolución de la URSS, pasó el Yedisán a ser una de las partes más valiosas de la actual República de Ucrania, como parte de los óblast (provincias) de Odesa y Nicolaiev.
- Datos: Q1686170
- Multimedia: Yedisan / Q1686170